# G. Harry Stine

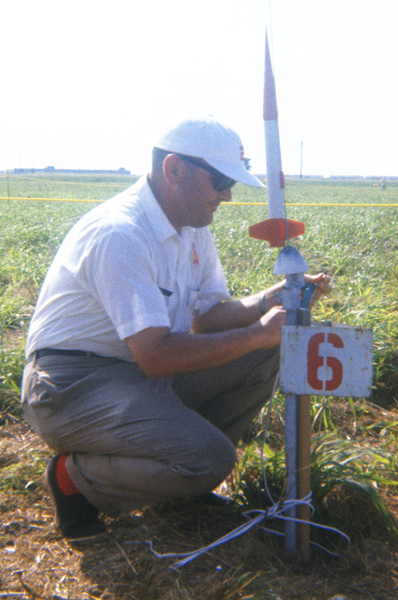
G. Harry Stine mit einer Modellrakete

George Harry Stine (* 26. März 1928; † 2. November 1997 in Phoenix, Arizona) war ein US-amerikanischer Mitbegründer der Modellraketenszene, ein Wissenschafts- und Technologieautor und unter dem Pseudonym Lee Correy ein Science-Fiction-Schriftsteller.

## Biografie

### Ausbildung und frühe Karriere
Stine wuchs in Colorado Springs auf und besuchte das New Mexico Military Institute und das Colorado College in Colorado Springs mit Schwerpunkt Physik. Nach seinem Abschluss arbeitete er zunächst als Zivilwissenschaftler bei den White Sands Missile Range und dann von 1955 bis 1957 als Leiter der Abteilung Range Operations in der US-amerikanischen Raketen-Testanlage.
Stine und seine Frau Barbara waren Freunde des Autors Robert A. Heinlein, der ihre Hochzeit sponserte, als Harrys Eltern tot waren und Barbaras Mutter zu krank, um zu reisen. Einige von Heinleins Büchern sind einem oder beiden gewidmet, insbesondere Die Invasion der Wurmgesichter. Stine schrieb Mitte der 1950er Jahre Science-Fiction unter dem Pseudonym Lee Correy und unter seinem eigenen Namen in den 1980er und 1990er Jahren und verfasste wissenschaftliche Artikel für Popular Mechanics.

### Modellraketenbau
Nach White Sands war Stine bei mehreren anderen Luft- und Raumfahrtunternehmen beschäftigt und arbeitete schließlich bei Martin am Titan-Projekt. Dieser Job war kurzlebig: er wurde abrupt im Jahr 1957 entlassen, als United Press ihn wegen einer Reaktion auf den Start von Sputnik 1 anrief, und er wiederholte ihnen eine Passage aus seinem gerade veröffentlichten Buch Earth Satellites and the Race for Space Superiority, in dem er schrieb:

“For the first time since the dawn of history, the Earth is going to have more than one moon. This is due to happen within the next few months—or it may have already happened even at the time you are reading this”

„Zum ersten Mal seit Anbeginn der Geschichte wird die Erde mehr als einen Mond haben. Dies soll in den nächsten Monaten geschehen. oder es ist bereits passiert, wenn Sie dies lesen.“

Am nächsten Tag sollte er seinen Schreibtisch räumen.
Zu seiner Zeit in White Sands hatte er Anfragen junger Leute nach Raketen bearbeitet und Anfang 1957 einen Artikel über die Raketensicherheit für Mechanics Illustrated geschrieben. Kurz danach erhielt er einen Brief von Orville Carlisle, der damit begonnen hatte, kleine Modelle und, was noch wichtiger ist, austauschbare Festbrennstoffmotoren zu bauen, um sie anzutreiben. Stine war beeindruckt von den Proben, die Carlisle ihm geschickt hatte, und schrieb einen Titelartikel für die Oktober-Mechanics Illustrated-Ausgabe über sie. Nachdem Martin eine Rakete startete kontaktierte er Carlisle und die beiden gründeten Model Missiles Inc., den ersten Hersteller von Modellraketen und deren Motoren. Stine gründete auch die National Association of Rocketry (ursprünglich Model Missile Association genannt) und schrieb den Sicherheitscode, der sein Kernstück wurde; Er war bis in die späten 1960er Jahre als Präsident für die National Association of Rocketry tätig.
Model Missiles Inc. war kurzlebig, da sie nicht auf das von ihnen angestrebte Geschäftsniveau und auf Grund von schlechten Geschäftsentscheidungen vorbereitet waren. Probleme mit der Produktion von frühen Motoren veranlassten sie, Vernon Estes herbeizuziehen, die im Sommer 1958 zu ihnen kamen. Das Design und der Aufbau von „Mabel“, der ersten Maschine, die Motoren herstellt, war die Grundlage ihres Erfolges und ermöglichten Estes Industries eine dominierenden Rolle im Hobby-Modellraketenbau, die sie bis heute innehaben.
Stine arbeitete weiter daran, das Hobby bekannt zu machen, und schrieb 1965 Handbook of Model Rocketry, das im Laufe der Jahre in sieben Ausgaben veröffentlicht wurde. Er kehrte in die Luft- und Raumfahrtindustrie zurück und schrieb unter seinem Pseudonym weiter, darunter einen Star-Trek-Roman mit dem Titel Hort des Lebens und den Roman Shuttle Down. Unter seinem eigenen Namen war er ein regelmäßiger Wissenschafts-Faktenkolumnist für Astounding und seinem späteren Nachfolger Analog, wo seine Artikel zwei Generationen angehender Wissenschaftler, Sozialisten und Filmkünstler beeinflussten. Zusammen mit Lindy Davis, Charles Friedlander und Richard C. Hoagland war er Berater für CBS-Fernsehnachrichten während der Apollo-Sendungen. Stine beriet auch gelegentlich Rick Sternbach und Michael Okuda bei ihrer Arbeit als technische Künstler für Raumschiff Enterprise – Das nächste Jahrhundert und arbeitete an Star Trek: The Next Generation Technical Manual mit. Die Figur mit dem Namen „Harry Stein“ in dem Roman Stardance von Spider und Jeanne Robinson ist eine Hommage an Stine.
Neben seinen belletristischen Werken schrieb Stine eine große Anzahl an Essays.

### Andere Aktivitäten
Stine war sehr interessiert an der Wechselwirkung von Freiwilligen- / Freihandelsideen mit Weltraumkolonialisierung und als Instrument der Bürgerdiplomatie und des Weltfriedens und wurde deshalb als Vorsitzender des Beirats der Libertarian International Organization berufen, wo er bis zu seinem Tod verschiedene Bürgerinitiativen betreute. Nach Veröffentlichung seines Buchs The Third Industrial Revolution wurde er gebeten, die 1977 von der American Astronautical Society veranstaltete Konferenz über die private Weltraumkolonisierung mitzuorganisieren, um den Fokus von der Weltraumforschung wegzulenken und wo er eine Auszeichnung als Gründer des internationalen Weltraumprogramms erhielt.
Er interessierte sich für das Konzept der nicht unmittelbaren gewinnorientierten freien Märkte und wurde als Entwickler und Verteidiger des „Pay it Forward“-Ansatzes gemeinsam mit Robert A. Heinlein, ein Begriff, der auch im Film Pay it Forward, mit Kevin Spacey und anderen Stars, populär wurde. Neben The Third Industrial Revolution schrieb er mehrere andere Bücher, um die Öffentlichkeit für die Möglichkeiten einer lukrativen und sozial vorteilhaften aktiven Raumfahrtindustrie zu sensibilisieren.
Stine war Gründungsmitglied des Citizens’ Advisory Council on National Space Policy und nahm an mehreren Sitzungen teil, unter anderem an der Sitzung von 1980, auf der die Richtlinienpapiere zur Raumfahrtverteidigung für das Reagan Transition Team vorbereitet wurden. Der Rat war maßgeblich an der Entwicklung der Reagan Strategic Defense Initiative beteiligt, die als Star Wars bekannt wurde.
Zusätzliche spekulative Arbeiten später in seinem Leben schlossen Warbots ein, ein fiktives Konzept, das auf einer verschmolzenen Mensch/Roboter-Streitmacht basierte, die eine gemischte Kombination von KI-angetriebenen Roboter-Militäreinheiten mit menschlichen Kommandeuren vor Ort und eingezogenem Personal verwendete, um die Situation zu beurteilen.
Er starb am 2. November 1997 in Phoenix, Arizona, wahrscheinlich an einem Schlaganfall.

## Bibliografie

### Science-Fiction als Lee Correy
- Starship Through Space, Henry Holt 1954, OCLC 1895314
- Rocket Man, Henry Holt 1955, OCLC 1549791
- Contraband Rocket, Ace Books 1956, OCLC 5275322
- Star Driver, Del Rey 1980, ISBN 0-345-28994-3.
- Shuttle Down, Del Rey 1981, ISBN 0-345-29262-6.
- Space Doctor, Del Rey 1981, ISBN 0-345-29263-4.
- Manna, DAW 1984, ISBN 0-87997-896-1.
- The Abode of Life, Timescape / Pocket Books 1982, ISBN 0-671-83297-2 (Roman im Star-Trek-Universum)
  - Hort des Lebens, Heyne-Science-Fiction & Fantasy #4083 1984, Übersetzer Hans Maeter, ISBN 3-453-31046-2.
- A Matter of Metalaw, DAW 1986, ISBN 0-88677-155-2.

### Science-Fiction als G. Harry Stine

#### Starsea Invaders
- 1 First Action, Roc 1993, ISBN 0-451-45269-0.
- 2 Second Contact, Roc 1994, ISBN 0-451-45344-1.
- 3 Third Encounter, Roc 1995, ISBN 0-451-45420-0.

#### Warbots
- 1 Warbots, Pinnacle Books 1988, ISBN 1-55817-111-8.
- 2 Operation Steel Band, Pinnacle Books 1988, ISBN 1-55817-061-8.
- 3 The Bastaard Rebellion, Pinnacle Books 1988, ISBN 1-55817-089-8.
- 4 Sierra Madre, Pinnacle Books 1988, ISBN 1-55817-132-0.
- 5 Operation High Dragon, Pinnacle Books 1989, ISBN 1-55817-159-2.
- 6 The Lost Battalion, Pinnacle Books 1989, ISBN 1-55817-205-X.
- 7 Operation Iron Fist, Pinnacle Books 1989, ISBN 1-55817-253-X.
- 8 Force of Arms, Pinnacle Books 1990, ISBN 1-55817-324-2.
- 9 Blood Siege Pinnacle Books 1990, ISBN 1-55817-402-8.
- 10 Guts and Glory, Pinnacle Books 1991, ISBN 1-55817-453-2.
- 11 Warrior Shield, Pinnacle Books 1992, ISBN 1-55817-589-X.
- 12 Judgment Day, Pinnacle Books 1992, ISBN 1-55817-642-X.

### Sachbücher
- Rocket Power and Space Flight, Henry Holt 1957, OCLC 285823
- Earth Satellites and the Race for Space Superiority, Ace Books 1957, OCLC 2142298
- The Handbook of Model Rocketry, Follett Publishing 1965, OCLC 2083929
- The Third Industrial Revolution, Putnam 1975, OCLC 1733420
- Shuttle Into Space: A Ride in America's Space Transportation, Follett 1978, ISBN 0-695-40920-4.
- The Space Enterprise, Ace Books 1980, ISBN 0-441-77742-2.
- Confrontation in Space, Prentice-Hall 1981, ISBN 0-13-167437-4.
- Space Power, Ace Books 1981, ISBN 0-441-77744-9.
- The Hopeful Future, Macmillan 1983, ISBN 0-02-614790-4.
- The Silicon Gods, Dell Emerald 1984, ISBN 0-440-08048-7.
- Handbook for Space Colonists, Henry Holt 1985, ISBN 0-03-070741-2.
- On the Frontiers of Science: Strange Machines That You Can Build, Atheneum 1985, ISBN 0-689-11562-8.
- Halfway to Anywhere: Achieving America's Destiny in Space, M. Evans 1996, ISBN 0-87131-805-9.